# Poenomia maculata
Poenomia maculata là một loài bướm đêm trong họ Noctuidae.